# Eulophophyllum
Eulophophyllum is een geslacht van rechtvleugeligen uit de familie sabelsprinkhanen (Tettigoniidae). De wetenschappelijke naam van dit geslacht is voor het eerst geldig gepubliceerd in 1922 door Hebard.

## Soorten
Het geslacht Eulophophyllum  is monotypisch en omvat slechts de volgende soort:
- Eulophophyllum thaumasium (Hebard, 1922)